# PA PA YA!!
「PA PA YA!! (feat. F.HERO)」（パ・パ・ヤ!! (フィーチャリング. エフ.ヒーロー)）は、BABYMETALの配信シングル。2019年6月28日にBMD FOX RECORDSから発売された。

## 概要
当楽曲は、2019年の初ライブとなる横浜アリーナ2デイズ公演「BABYMETAL AWAKENS – THE SUN ALSO RISES -」の初日にリリースされた。曲名は、南国・夏のフルーツ「パパイヤ」を意味したもので、タイのヒップホップシンガーであるF.HEROをゲストに迎えている。

## 音楽性
ニュー・メタル風味のある陽気なサウンドで、〈えーんやとっと〉のリズムに「祭りだ 祭りだ」と歌い続けるパートなどを特徴としており、南国感やお祭り感、カオス感のある、BABYMETAL流のサマーメタルソングとなっている。

## ミュージック・ビデオ
当楽曲のミュージック・ビデオは、7月2日に公開され、F.HEROがサプライズで登場した横浜アリーナでのライブ映像で構成されている。

## ライブ・パフォーマンス
ライブでは配信日となる6月28日に開催された横浜アリーナ公演で初披露されている。また、同月に開催されたイギリスの「グラストンベリー・フェスティバル 2019」に出演した際にも同曲を披露しており、その映像が7月1日にBBCより公開された。音楽番組では、2019年12月27日放送のテレビ朝日「ミュージックステーション ウルトラ SUPER LIVE 2019」や、2020年に放送のMTV Video Music Awards Japanの受賞者によるライブ「MTV VMAJ 2020 ‐THE LIVE‐」で披露されたほか、NHKの「SONGS OF TOKYO Festival 2020」に出演し、同曲を披露した映像が11月19日にNHKワールド JAPANより公開された。

## メディアでの使用
2020年8月7日に放送されたTBS系テレビドラマ『MIU404』の第7話の中で、劇中に登場したコスプレイヤーのジュリ（りょう）とBABYMETALファンの家出少女スゥ（原菜乃華）とモア（長見玲亜）が当楽曲をカバーし、パフォーマンスを披露した。